# ماركو تودوروفيتش (كرة سلة)
ماركو تودوروفيتش مواليد 19 أبريل 1992 في بودغوريتسا، جمهورية يوغوسلافيا الاشتراكية الاتحادية، هو لاعب كرة سلة مونتينيغري. بدأ مسيرته الاحترافية في سنة 2010. تم اختياره من قبل فريق بورتلاند ترايل بلايزرز خلال الدرافت. يلعب مع خيمكي كلاعب وسط. يحمل الرقم 19. يبلغ طوله 6 قدم 10.75 بوصة (2.1 م).

## المسيرة الاحترافية
لعب مع جوفينتوت بادالونا في الدوري الإسباني من سنة 2010 إلى 2012، ثم لعب مع نادي برشلونة لكرة السلة من سنة 2012 إلى 2015، ثم لعب مع خيمكي في الدوري الروسي في سنة 2015.

## روابط خارجية
- ماركو تودوروفيتش على موقع الاتحاد الدولي لكرة السلة (الإنجليزية)
- ماركو تودوروفيتش على موقع الدوري الأوروبي لكرة السلة (الإنجليزية)
- ماركو تودوروفيتش على موقع سبورتس رفرنس (الإنجليزية)
- ماركو تودوروفيتش على موقع الدوري الإسباني لكرة السلة (الإسبانية)
- ماركو تودوروفيتش على موقع كرة السلة الأوروبية.كوم (الإنجليزية)
- ماركو تودوروفيتش على موقع DraftExpress.com (الإنجليزية)
- ماركو تودوروفيتش على موقع ريلجم (الإنجليزية)
- ماركو تودوروفيتش على موقع بروبوليرز (الإنجليزية)
- ماركو تودوروفيتش على موقع سبورتس رفرنس (الإنجليزية)